# Pervomaïskaïa (station fermée, métro de Moscou)
Pour les articles homonymes, voir Pervomaïsk.
Pervomaïskaïa (en russe : Первома́йская et en anglais : Pervomayskaya), est une ancienne station de la ligne Arbatsko-Pokrovskaïa (ligne 3 bleue) du métro de Moscou, située sur le territoire du raïon Izmaïlovo dans le district administratif est de Moscou.
C'est une station terminus provisoire lors de son ouverture en 1954, elle est fermée en 1961 lors de l'ouverture de la nouvelle station Pervomaïskaïa qui la remplace.
L'ancienne station est devenue un atelier du dépôt et l'ancien hall d'entrée est une salle de réunion.

## Situation sur le réseau
Établie en surface, l'ancienne station Pervomaïskaïa est intégrée au dépôt T4-3 de la ligne Arbatsko-Pokrovskaïa (ligne 3 bleue), accessible par une courte bifurcation située après la station Partizanskaïa (en direction de Chtchiolkovskaïa).

## Histoire
La station provisoire Pervomaïskaïa est mise en service le 5 septembre 1954, lors de l'ouverture à l'exploitation de la section depuis la station Izmaïlovskaïa.
Conçue par l'architecte M. Markowski et l'ancien hall d'entrée en salle pour des réunions., C'est alors une station de surface avec un quai central encadré par deux voies en impasse, bien que provisoire, elle dispose d'une finition en marbre sur les murs et d'un important hall d'entrée
Elle est fermée le 21 octobre 1961, lors de l'ouverture du prolongement nord de Izmaïlovskaïa à la nouvelle station Pervomaïskaïa.
Depuis l'ancienne station est intégrée au dépôt et elle est utilisée comme atelier et l'ancien hall d'entrée en salle pour des réunions.